# Mečtatel'
Mečtatel' è il sesto album del cantante russo Dima Bilan, pubblicato il 25 maggio 2011.
È stato registrato in Russia e negli Stati Uniti in collaborazione con Jim Beanz e Jonathan Rotem. Nell'album è presente un brano cantato da Bilan insieme ad Anastacia, Safety.
Il titolo deriva dal fatto che la metà delle canzoni contenute nel disco sono state incise in russo, mentre l'altra metà sono in lingua inglese.
Una versione bonus del disco è stata pubblicata con in allegato un DVD contenente i video ufficiali di cinque canzoni.

## Tracce
1. Mechtateli
2. Changes
3. Zadyhayus
4. Ya prosto lyublyu tebya
5. Rocket man
6. On hotel
7. Safety (feat. Anastacia)
8. Ya silnei
9. Lovi moi tsvetnye sny
10. Po param
11. Poka
12. Get outta my way
13. Zvezda (feat. Anya Belan)
14. Slepaya lyubov (feat. Yulya Krylova)
15. Ya prosto lyublyu tebya (DJ Fisun & i-DEA remix)
16. Safety (Disco Fries remix)

Bonus
1. Po Param (Video ufficiale)
2. Safety (Video ufficiale)
3. Ya prosto lyublyu tebya (Video ufficiale)
4. Mechtali (Video ufficiale)